# Willibald Pirckheimer
Willibald Pirckheimer (né le 5 décembre 1470 à Eichstätt (Principauté épiscopale d'Eichstätt) – mort le 22 décembre 1530 à Nuremberg) est un célèbre juriste et humaniste allemand. Ami d'Érasme et de Dürer, qui en fit de nombreux portraits, et figure importante de la ville de Nuremberg, il fut le conseiller de l'empereur Maximilien Ier à partir de 1506, puis de Charles Quint à partir de 1526.

## L'humaniste
Dernier représentant mâle d'une famille patricienne comptant de savants juristes et diplomates, Pirckheimer étudie le droit, l'histoire, la philosophie, la géographie, la numismatique et les mathématiques à Padoue et à Pavie de 1480 à 1495. À son retour, il épouse Crescentia Rieter, elle aussi fille de patriciens et dont il aura cinq filles. Il traduit et publie les auteurs antiques, participe aux discussions savantes de son époque et sa notoriété dépasse bientôt la ville de Nuremberg. Il est ainsi l'auteur de la traduction de référence en 1527 des Caractères de Théophaste, qu'il dédie à Dürer, sur la base d'un manuscrit procuré par Pic de la Mirandole.
Il correspond avec des humanistes comme Érasme et prend parti en particulier pour Johannes Reuchlin et Martin Luther. Il est sans doute l'auteur de la satire Eckius dedolatus, publiée en 1520 sous le pseudonyme de Joannes franciscus Cottalambergius, et qui brocarde  Johannes Eck, détracteur de Luther. En tous cas, Eck a fait figurer le nom de Pirckheimer dans les Bulles pontificales de 1520 et 1521 condamnant Luther et ses partisans. Les positions de Pirckheimer vis-à-vis du Protestantisme furent cependant plutôt critiques. Il semble qu'il n'ait pas adhéré formellement au Luthéranisme, d'autant qu'il soutint toujours sa sœur, abbesse des clarisses de Nuremberg, la célèbre Caritas Pirckheimer, religieuse instruite et influente, qui réussit à maintenir son couvent dans l'obéissance à Rome, malgré la suppression de tous les autres couvents de Nuremberg.

## Le juriste
De même qu'il a contribué activement à faire connaitre les auteurs antiques, Willibald Pirckheimer a joué un rôle de premier plan dans l'introduction du droit romain en Allemagne. Le jeune Gregor Haloander qui projetait une édition critique du Code Justinien après son séjour en Italie, avait demandé le soutien de la ville de Nuremberg pour mener à bien cette entreprise. Une commission demanda en 1528 l'expertise de Willibald Pirckheimer, son avis très favorable et l'appui de Philippe Melanchthon aboutirent en 1529 à la parution de DIGESTORVUM SEV PANDECTARVM LIBRI QVINQUAGINTA, traité de droit romain établi par Haloander.